# Ĉ
Ĉ é a 4.a letra do alfabeto esperanto, a 3ª consoante. 
Seu som é pronunciado [ʧ] - como "tchê" usado pelos gaúchos. Por terminarem em O os nomes das consoantes em esperanto, seu nome é a letra "tchô". 
Esta letra consiste do "c" latino com um acento circunflexo.
Essa consoante é usada para forma palavras em Esperanto como:
- ĉokolado[3]
- ĉevalo[4]
- ĉambro[5]
- dimanĉo[6]
- feliĉa[7]
- ĉarma[4]

Os sons das consoantes acima usando a letra Ĉ são: tchá - tchê - tchi - tchô - tchu.